# Abagrotis reedi
Abagrotis reedi là một loài bướm đêm thuộc họ Noctuidae. Nó được tìm thấy ở Bắc Mỹ, từ California, phía đông đến Arizona, Colorado và Iowa into Canada ở đó nó được tìm thấy ở Manitoba, Saskatchewan, Alberta và British Columbia.
Sải cánh dài 33–36 mm.